# Christoph Friedrich von Schöning
Christoph Friedrich von Schöning (* 1737 in Schönrade im Kreis Friedeberg Nm.; † 1. Dezember 1797 ebenda) war ein preußischer Generalmajor.

## Leben

### Herkunft
Seine Eltern waren der Oberst im Dragonerregiment Nr. 3 Christoph Friedrich von Schöning (1690–1769) und dessen Ehefrau Marie Eleonore, geborene von Bergen. Sein Vater war Erbherr von Schönrade und Birkholz.

### Militärlaufbahn
Schöning kam 1754 als Standartenjunker in das Kürassierregiment Nr. 2 der Preußischen Armee. Während des Siebenjährigen Krieges kämpfte er in den Schlachten von Lobositz, Kolin, Breslau, Zorndorf, Kunersdorf, Liegnitz, Torgau und Reichenbach sowie bei den Belagerungen von Prag, Dresden und Schweidnitz. In der Zeit wurde er am 25. Februar 1757 Kornett, am 25. Februar 1760 Leutnant und 27. Mai 1762 Stabsrittmeister. Er dauerte dann bis zum 6. Januar 1778, bis er zum Rittmeister und Kompaniechef ernannt wurde. Als solcher nahm er 1778/79 am Bayerischen Erbfolgekrieg teil. Am 20. Juni 1783 wurde er Major, am 4. Oktober 1790 Oberstleutnant und am 22. Januar 1793 Oberst. Am 9. Juli 1794 erhielt er seine Demission und eine Pension von 600 Talern, dazu bekam er am 8. August 1794 den Charakter eines Generalmajors. Er starb am 1. Dezember 1797 auf Schönrade.
Er hat auf dem Gut Schönrade die Mecklenburger Schlagwirtschaft und den Mecklenburger Haken eingeführt, was auch bald von den anderen Gütern übernommen wurde.

### Familie
Schöning heiratete am 15. November 1782 in Rottmannshagen (Mecklenburg) Elisabeth Ernestine von Maltzahn (* 1760; † 14. Mai 1854). Sie war später Oberhofmeisterin des Prinzen Friedrich von Preußen. Das Paar hatte mehrere Kinder, darunter:
- Friederike Eleonore Elise Helmine (* 26. August 1783; † 18. September 1808)

⚭ Karl Ludwig von Malzahn († 1800), Sekondeleutnant
⚭ Karl Ernst Christian von Waldow (1766–1831) auf Steinhöfel, Oberst
- Helmut Albrecht Wilhelm Theodor (* 5. Mai 1785; † 24. Oktober 1864), Major ⚭ Freiin Hedwig Charlotte Frederike Riedesel zu Eisenbach (* 4. Oktober 1788; † 24. Februar 1848), Tochter des Generals Friedrich Adolf Riedesel
- Bernhard Karl Ludwig Friedrich (* 1787; † 6. Juni 1813 im Lazarett in Oppeln), schwer verwundet im Gefecht bei Haynau am 26. Mai 1813, erhielt ein Denkmal in Oppeln und war auf der Ehrentafel des Garde-Regiments in der Garnisonkirche von Berlin vermerkt
- Ernestine Eleonore Philippine Friederike († 1815), Zwillingsschwester von Elisabeth
- Elisabeth August Albertine Friederike († 24. September 1837)
- Amalie Auguste Johanna († 22. Juli 1840) ⚭ Adolf von Dewitz (1787–1816)  aus dem Haus Miltzow, Eltern von Ulrich Otto von Dewitz (1814–1871)